# Brian Orakpo
(en) Statistiques sur pro-football-reference
Brian Orakpo, né le 31 juillet 1986 à Houston (Texas), est un joueur américain de football américain évoluant au poste de linebacker.

## Biographie
Étudiant à l'université du Texas à Austin, il joue pour les Texas Longhorns. En 2008, à sa dernière saison, il reçoit le Bronko Nagurski Trophy, le Ted Hendricks Award, le Lombardi Award et le Bill Willis Award.
Il est drafté en 2009 à la 13e place (premier tour) par les Redskins de Washington. Après sa première saison, il est sélectionné au Pro Bowl.
En 2015, il signe aux Titans du Tennessee.